# Yufang
Yufang (kinesiska: 余坊) är en socken i sydöstra Kina. Den ligger i Jiangle härad i staden Sanming i provinsen Fujian, omkring 220 kilometer nordväst om provinshuvudstaden Fuzhou. Antalet invånare är 5 271. Befolkningen består av 2 457 kvinnor och 2 814 män. Barn under 15 år utgör 17,0 %, vuxna 15-64 år 71 %, och äldre över 65 år 11,0 %.